# تاریخچه مالی-مالیاتی ایران از صفویه تا پایان قاجاریه
تاریخچه مالی-مالیاتی ایران از صفویه تا پایان قاجاریه کتابی است به قلم ویلم فلور و با برگردان مرتضی کاظمی یزدی، که توسط نشر تاریخ ایران، در سال ۱۳۹۴ منتشر شده‌است.
وضع مداخل و مخارج قریب به ۴۲۵ سال از تاریخ ایران در این کتاب مورد بررسی قرارگرفته‌است؛ از سال ۱۳۴۴ – ۹۰۶ق/۱۹۲۵–۱۵۰۰م دوران صفویه، افشاریه، زندیه و قاجاریه می‌پردازد.

## مقدمه و فصل‌های کتاب
احسان یارشاطر در مقدمه کتاب اشاره نموده‌است که ویلم فلور با دقت و روشن‌بینی وضعیت اقتصادی ایران را شرح داده و تحلیل کرده‌است.کتاب در ده فصل درباره مدیریت زمین در روستاها، مدیریت اراضی وقفی، خالصه و موات و نیز مالیات و باج از سوی حکومت مرکزی سخن می‌گوید.